# Crazy Handful of Nothin'
"Crazy Handful of Nothin'" é o sexto episódio da primeira temporada da série televisiva de drama norte-americana Breaking Bad. O episódio foi escrito por George Mastras e dirigido por Bronwen Hughes. Ele foi exibido pela primeira vez no dia 2 de março de 2008 nos Estados Unidos e Canadá pelo canal de televisão AMC.

## Enredo
Após debaterem sobre suas respectivas funções, Walt e Jesse chegam a um acordo: Walt será o cozinheiro e parceiro silencioso em sua operação de produção de metanfetamina, enquanto Jesse venderá o seu produto na rua. Walt também exige que não haja mais derramamento de sangue. Enquanto isso, Walt dá continuidade ao seu tratamento participando de sessões de quimioterapia. Ele diz a Skyler que o cheque de Elliott havia chegado e que ele o depositou, quando na verdade ele está lutando para pagar o tratamento e planeja usar seus lucros com metanfetamina para cobri-lo. Em uma sessão de aconselhamento familiar, Skyler diz a Walt que ela está preocupada com as horas que ele passa fora de casa, mas ele explica que ele gosta de ficar sozinho e às vezes passear.
Enquanto cozinhava metanfetamina, Jesse observa uma queimadura de radioterapia no peito de Walt e percebe que ele está tentando garantir o futuro de sua família antes de morrer pelo câncer de pulmão. Jesse termina o lote atual e passa a noite toda vendendo o produto nas ruas da cidade. No dia seguinte, ele paga a parte de Walt que conseguiu das vendas: US$ 1.300, o que é muito menos do que ele esperava. Jesse explica que eles precisam de um distribuidor se quiserem ganhar mais dinheiro; após a morte de Krazy-8, o narcotraficante Tuco Salamanca assumiu seu território. Jesse consegue marcar uma reunião com Tuco através do seu amigo Skinny Pete, que cumpriu pena na prisão ao lado de Tuco. Embora Tuco estivesse disposto a pagar US$ 35.000 por um quilo de metanfetamina, ele insiste em pagar apenas depois que seus revendedores concluírem as vendas. Quando Jesse se recusa, Tuco o agride severamente e Jesse acaba sendo levado ao hospital.
Enquanto isso, Hank rastreia a máscara de gás encontrada no deserto até a escola secundária onde Walt trabalha. Hank e Walt fazem um inventário do laboratório de química para encontrar outros equipamentos ausentes, levando Hank a suspeitar que um aluno se apossou da chave do laboratório. Mais tarde, Hank prende um zelador da escola chamado Hugo, que possuía uma cópia da chave e também tinha antecedentes criminais por posse de drogas. Walt se sente culpado por deixar que Hugo levasse toda a culpa e tenta entrar em contato com Jesse, e acaba descobrindo sobre sua hospitalização. Ele visita Jesse e descobre o que aconteceu na reunião com Tuco.
Por consequência dos efeitos da quimioterapia, Walt começa a perder o cabelo e decide raspar o restante. Depois, ele organiza uma reunião com Tuco, sob a alcunha de "Heisenberg", e exige US$ 50.000 de Tuco — US$ 35.000 pela metanfetamina que Tuco tirou de Jesse e US$ 15.000 pela dor e sofrimento do tratamento de seu parceiro. Vendo que Walt trouxe consigo uma sacola de material para a reunião, Tuco acredita que ele está blefando e ameaça Walt. Em seguida, Walt joga um pedaço do material no chão que explode. Todo o chão é sacudido pela força da explosão, que quebra as janelas do lugar e derruba todo mundo na sala. Walt revela que a bolsa contém fulminato de mercúrio. Walt ameaça esmagar a bolsa inteira no chão. Tuco intervém e aceita a demanda do pagamento, além de fechar uma compra para a próxima semana, oferecendo US$ 35.000 a Walter por um quilo de sua metanfetamina. Entretanto, Walt exige que Tuco compre dois quilos de metanfetamina por semana por US$ 70.000. Tuco, mesmo incrédulo, aceita a oferta. Walt sai do prédio e, quando volta para o seu carro, expressa uma intensa satisfação pelo que acabou de fazer.

## Produção
O episódio foi escrito por George Mastras e dirigido por Bronwen Hughes. "Crazy Handful of Nothin'" foi ao ar pela primeira vez no dia 2 de março de 2008 nos Estados Unidos e Canadá pelo do canal de televisão AMC.

## Significado do título
O título do episódio faz referência a uma linha de diálogo do filme Cool Hand Luke de 1967. Um "punhado de nada" significa que falta uma carta valiosa na mão de um jogador de pôquer, situação esta na qual ele possui duas opções: desistir ou blefar. Isso também é mencionado durante uma cena em que Walter vence um jogo de pôquer em família através de um blefe.
Dragline: Oh Luke, sua coisa linda e selvagem. Você é um louco punhado de nada.

## Recepção
Em linhas gerais, o episódio foi bem recebido pela crítica especializada. Seth Amitin, escrevendo para a IGN, avaliou o episódio com nota 9.8 de 10 e comentou: "Existe um certo truísmo na televisão da seguinte forma: comece um episódio com uma explosão e gostamos de você. Comece com uma explosão e alguém se afastando com uma sacola cheia de dinheiro e sem explicações, nós amamos você. Crie cinco episódios que levaram a uma conclusão tão drástica quanto essa e adoraremos o terreno em que vocês pisarem. Esse, amigos, foi um episódio fantástico."